# Passiflora retipetala
Passiflora retipetala Mast. – gatunek rośliny z rodziny męczennicowatych (Passifloraceae Juss. ex Kunth in Humb.). Występuje naturalnie w Wenezueli, Gujanie, Gujanie Francuskiej oraz Brazylii (w stanach Amazonas i Pará). 

## Morfologia
PokrójZdrewniałe, trwałe, nagie liany.
LiścieOwalne, tępe lub zaokrąglone u podstawy, prawie skórzaste. Mają 6–18 cm długości oraz 4–14 cm szerokości. Całobrzegie, z ostrym lub spiczastym wierzchołkiem. Ogonek liściowy jest nagi i ma długość 20–50 mm. Przylistki są owalne o długości 10–40 mm.
KwiatyPojedyncze. Działki kielicha są lancetowate, zielonkawe, mają 2–3 cm długości. Płatki są lancetowate, białe, mają 3–3,5 cm długości. Przykoronek ułożony jest w jednym rzędzie, biało-purpurowy, ma 15–25 mm długości.
OwoceSą kulistego lub jajowatego kształtu. Mają 4–6 cm długości i 4 cm średnicy.

## Biologia i ekologia
Występuje w lasach na wysokości 1000–1700 m n.p.m.